# Lake Station, Indiana
Lake Station är en stad (city) i Lake County, i delstaten Indiana, USA. Enligt United States Census Bureau har staden en folkmängd på 12 560 invånare (2011) och en landarea på 21,5 km².